# Scottiola elongata
Scottiola elongata är en insektsart som beskrevs av Bhowmik 1979. Scottiola elongata ingår i släktet Scottiola och familjen syrsor. Inga underarter finns listade i Catalogue of Life.